# Siikajärvi (sjö i Finland, Lappland, lat 66,52, long 28,23)
Siikajärvi är en sjö i Finland. Den ligger i kommunen Salla i landskapet Lappland, i den norra delen av landet, 700 km norr om huvudstaden Helsingfors. Siikajärvi ligger 246,8 meter över havet. Den är 4,3 meter djup. Arean är 80,3 hektar och strandlinjen är 5,52 kilometer lång. Sjön  ingår i Kemi älvs huvudavrinningsområde. 